# Aspidolea notaticollis
Aspidolea notaticollis är en skalbaggsart som beskrevs av Höhne 1922. Aspidolea notaticollis ingår i släktet Aspidolea och familjen Dynastidae. Inga underarter finns listade.